# Shenzhen Bay Sportcenter
Het Shenzhen Bay Sportcenter (Chinees: 深圳湾体育中心) is een multifunctioneel stadion in Shenzhen, een stad in China. De bijnaam van het stadion is 'Spring Cocoon'.

## Informatie
Het stadion wordt vooral gebruikt voor atletiek- en voetbalwedstrijden, ook worden er concerten gehouden. In het stadion is plaats voor 20.000 toeschouwers. De bouw begon in februari 2009 en duurde tot de opening in 2011. Het bedrijf dat het stadion gebouwd heeft heet Beijing Institute of Architectural Design. De kosten waren 2,3 miljard Chinese renminbi.